# James Crawford
James Crawford (n. 3 mai 1997, Toronto, Ontario, Canada) este un schior alpin ce a reprezentat Canada, medaliat olimpic. A participat la o ediție a Jocurilor Olimpice (2022) în care a câștigat o medalie de bronz.